# Nejc Bečan
Nejc P. Bečan, slovenski skladatelj, saksofonist in dirigent, * 30. december 1984, Kranj.
Po končani gimnaziji v Kranju se je vpisal na Akademijo za glasbo v Ljubljani in diplomiral leta 2009 iz kompozicije ter glasbene teorije v razredu Janija Goloba. Študij je nadaljeval na podiplomskem programu dirigiranja na Dunaju. Med dodiplomskim študijem je ustvaril odmeven koncert za altovski saksofon in simfonični orkester z naslovom Concerned about the Saxophone, za katerega je prejel študentsko Prešernovo nagrado.
Od leta 2002 deluje kot dirigent in umetniški vodja revijskega orkestra gimnazije Kranj (2002), s katerimi vsako leto pripravi koncert. Med njegovimi drugimi deli je glasbena podlaga za film Vampir z Gorjancev režiserja Vincija Vogue Anžlovarja.
7. julija 2014 je postal dirigent in umetniški vodja Policijskega pihalnega orkestra.